# Anna Johansson (danseuse)
Pour l’article homonyme, voir Anna Johansson.
Anna Christianovna Johansson (en russe : Анна Христиановна Иогансон ; née à Saint-Pétersbourg en 1860 et morte en 1917 à Pétrograd) est une ballerine russe qui dansait au ballet impérial de Saint-Pétersbourg.

## Biographie
Anna Johansson est la fille du grand chorégraphe suédois, Christian Johansson, pédagogue et maître de ballet des ballets impériaux russes. Elle étudie auprès de son père et devient une soliste notable au ballet du théâtre Mariinsky, après être entrée dans la troupe en 1878 et avoir débuté dans La Esmeralda.
Elle a créé nombre de grands rôles de solistes dans le répertoire de Marius Petipa et de Lev Ivanov. L'on peut distinguer, : 
- La Fée Canari et la Fée Diamant, dans La Belle au bois dormant (1890)
- Soliste de la Valse des fleurs de Casse-Noisette de Tchaïkovsky (1892)
- La Fée Marraine de Cendrillon de Vietinghoff-Scheel (1893)
- Aurore, dans Le Réveil de Flore (1894)
- La Perle noire, dans La Perle (1896)
- Variation du Grand pas classique hongrois, dans Raymonda (1898)

Dans la saison 1883/1884, Anna Johansson danse sur la scène du théâtre Bolchoï à Moscou, interprétant le rôle principal de Roxana, ballet de Petipa révisé par Alexeï Bogdanov.
Elle dansait brillamment, malgré un style parfois froid. Après s'être retirée de la scène en 1898, elle suit les traces de son père en devenant pédagogue en classe de perfectionnement à l'École impériale de ballet jusqu'à sa mort en 1917. Elle a eu pour élèves Olga Préobrajenska et Lioubov Iegorova.

## Famille
Anna Johansson s'est mariée après 1897 avec un danseur du corps de ballet, Alexandre Friedmann (1866-1909), qui parallèlement était élève au conservatoire dans la classe de composition de Rimski-Korsakov, avant de devenir compositeur, accompagnateur, musicien de l'opéra impérial russe. Il est l'auteur de deux ballets, Les Espiègleries de l'amour (1890), La Fête des bateliers (1891), chorégraphiés par Lev Ivanov. Anna Johansson est donc la belle-mère du fils d'un premier mariage de son mari, le futur physicien Alexandre Friedmann (1888-1925).